# Theridion ochreolum
Theridion ochreolum là một loài nhện trong họ Theridiidae.
Loài này thuộc chi Theridion. Theridion ochreolum được miêu tả năm 1982 bởi Levy & Amitai.